# Procidosa polysema
Procidosa polysema är en fjärilsart som beskrevs av Oswald Beltram Lower 1908. Procidosa polysema ingår i släktet Procidosa och familjen tjockhuvuden. Inga underarter finns listade i Catalogue of Life.